# Macellolophus diadema
Macellolophus diadema är en mångfotingart som först beskrevs av Paul Gervais 1836.  Macellolophus diadema ingår i släktet Macellolophus och familjen Xystodesmidae. Inga underarter finns listade i Catalogue of Life.